# Гирман, Василий Афанасьевич
Василий Афанасьевич Гирман (18 февраля 1897, Каинск, Томская губерния — август 1945) — русский и советский музыкант, балалаечник, основатель Великорусского оркестра 1-й Сибирской широковещательной радиостанции.

## Биография
Родился 18 февраля 1897 года в Каинске Томской губернии. Окончил церковно-приходскую школу (1907) при станции Мазгон на Забайкальской железной дороге, после чего переехал в Москву, где два года посещал реальное частное училище Полякова.
С 1910 по 1913 год обучался в Читинском ремесленном училище; в это же время учился в вечерней музыкальной школе для подготовки к вступительным экзаменам в консерваторию. После учёбы в училище трудился помощником слесаря Читинской железнодорожной мастерской.
В 1914 году создал при железнодорожном клубе оркестр народных инструментов, коллектив которого состоял из рабочих. В 1915 году принят в кинотеатр «Прогресс» музыкантом. В 1916 году направлен в армию (рядовой). Позднее также был в составе РККА.
Весной 1918 года вернулся со службы и устроился на Томскую железную дорогу, потом был бухгалтером акционерных обществ «Хлебопродукт» и «Комсеверопуть» в Новосибирске, Омске и Красноярске (занимал эту должность до 1934 года).
Основал при радиокомитете несколько самодеятельных оркестров; тогда же создал Великорусский оркестр народных инструментов, вместе с которым играл на радио с 1926 по 1929 год.
После возвращения в Новосибирск снова работал с этим оркестром, но уже как солист-балалаечник.
Покинув радиокомитет, вновь занимался созданием самодеятельных народных коллективов: руководил оркестрами КОГИЗа (1936—1937), клуба завода «Сибмашстрой» (1937—1939) и клуба имени Сталина (1939—1940).
В 1940 году начал работать в Доме художественного воспитания детей, где возглавил детский народный оркестр.
В 1941 году отправился добровольцем на фронт и участвовал в войне вплоть до её завершения. Погиб в госпитале в августе 1945 года при бомбардировке.

## Ученики
Преподавал игру на мандолине И. М. Гуляеву, который впоследствии стал дирижёром и руководителем оркестра.

## Семья
Дочери — Вера и Нина; народной музыкой увлеклись благодаря отцу и работали в оркестре. Нина Васильевна трудилась в Русском оркестре на протяжении 50 лет — артисткой и библиотекарем этой организации одновременно.